# Tubo neurale

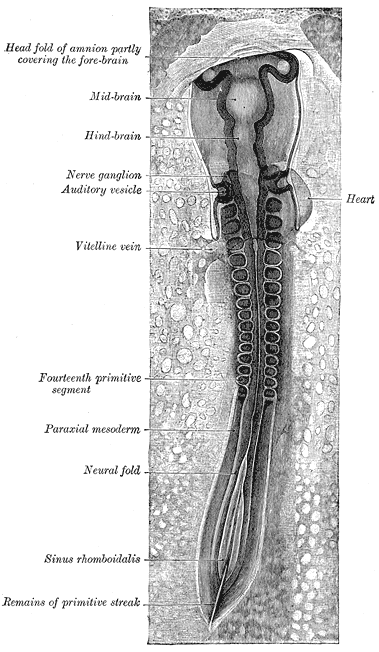
Immagine del tubo neurale

Il tubo neurale è una struttura presente negli embrioni dei Cordati, da cui si origina il sistema nervoso centrale. Di forma cilindrica e munita di cavità centrale, il tubo neurale deriva da una regione ispessita dell'ectoderma, la piastra neurale, attraverso un processo detto neurulazione che è indotto dalla corda dorsale (o notocorda). La notocorda, è una struttura flessibile a forma di tubo che si riscontra in tutti gli embrioni dei cordati, animali che prendono tale nome proprio dalla presenza di questa struttura durante lo stadio embrionale. È disposta sotto la superficie ventrale del tubo neurale, si differenzia durante i primi stadi dello sviluppo embrionale e costituisce un cordone di cellule esteso dall'estremità craniale a quella caudale dell'embrione. La corda dorsale è destinata a regredire e di norma nel soggetto adulto ne persistono solo tracce a livello dei nuclei polposi dei dischi intervertebrali. Da questi residui può svilupparsi un tipo particolare di tumore, il cordoma, raro tumore extradurale osseo che cresce molto lentamente e deriva da residui della corda dorsale, struttura dell´embrione che forma l'asse primitivo della colonna vertebrale.
Circa il 40% dei cordomi sono intracranici, gli altri spinali. I primi si localizzano alla base cranica, soprattutto nella regione del clivus (altre sedi possono essere il dorso della sella, la fossa cranica posteriore) spesso invadono il tessuto osseo adiacente. I cordomi tendono a recidivare localmente con fenomeni di compressione delle strutture limitrofe, mentre è rara la metastatizzazione.

## Embriologia umana
Negli embrioni umani, durante il corso dello sviluppo, l'estremità cefalica del tubo neurale perde la forma cilindrica e si allarga in vescicole encefaliche, abbozzi delle diverse parti dell'encefalo; la restante parte del tubo neurale, discostandosi in misura minore dalla forma originaria, dà origine al midollo spinale.
Negli stati iniziali, le vescicole encefaliche sono tre, dette, in senso cranio-caudale, proencefalo, mesencefalo e rombencefalo; negli stadi successivi il proencefalo si divide in altre due vescicole, telencefalo e diencefalo, così come avviene per il rombencefalo, che si divide in metencefalo e mielencefalo.
Lo sviluppo delle vescicole condiziona anche quello della cavità interna del tubo neurale, che a livello dell'estremità cefalica si deforma, dando origine ai quattro ventricoli cerebrali, ampi e di forma irregolare, mentre al livello del midollo spinale dà origine al canale centrale, stretto e cilindrico.